# مارك هاسكينس
مارك هاسكينس (بالإنجليزية: Mark Haskins)‏ (17 أبريل 1981 بجوهانسبرغ في جنوب أفريقيا - ) هو لاعب كرة قدم جنوب أفريقي في مركز الوسط. لعب مع بيدفيست ويتس وسوبر سبورت يونايتد وموروكا سوالوز ونادي جومو كوزموز.

## وصلات خارجية
- مارك هاسكينس على موقع قاعدة بيانات كرة القدم.إي يو (الإنجليزية)